# Merle Heidergott
Merle Heidergott (* 14. August 1995 in Leer (Ostfriesland)) ist eine deutsche Handballspielerin.

## Leben
Merle Heidergott begann im Alter von vier Jahren mit dem Handball. Sie erlernte das Handballspielen beim SV Concordia Ihrhove. Ihre Profikarriere startete sie 2011 in der Jugendabteilung des VfL Oldenburg und wechselte 2014 in die erste Mannschaft. Ab 2015 spielte sie für Werder Bremen in der zweiten Liga. Mit 198 Toren wurde sie in der Spielzeit 2017/18 Spielerin der Saison in der 2. Bundesliga. Aus ihrem bis 2021 laufenden Vertrag stieg sie im März 2019 aus und unterzeichnete einen zunächst zweijährigen Vertrag beim Erstligisten HSG Blomberg-Lippe. Nach nur einer Spielzeit kehrte sie im Sommer 2020 zu Werder Bremen zurück. Im Dezember 2021 wurde ihr Vertrag aufgelöst. Ab März 2022 lief sie wieder für den SV Concordia Ihrhove in der Regionsoberliga auf. Im November 2022 wechselte sie nochmals zum VfL Oldenburg. Nach dem Saisonende 2022/23 kehrte sie zum SV Concordia Ihrhove zurück.